# Райский, Борис Ипполитович
Борис Ипполитович Райский (3 сентября 1915, Иркутск, Россия — 17 февраля 1993) — советский дирижер. Заслуженный артист Беларуси (1973).

## Биография
Родился в Сибири, его отец в своё время закончил Петербургскую консерваторию. В 1920 году семья переехала в Китай.
Окончил высшее музыкальное училище в Харбине (Китай, 1932). После захвата Маньчжурии японцами переехал вместе с братьями Лундстрем в Шанхай, позже Райский стал дирижером городского муниципального оркестра.
Вернулся с группой музыкантов в 1947 году в СССР. Организовал джаз-оркестр из своих "шанхайских" музыкантов, играя в основном при цирках. Как репатриант был под подозрением, и когда в конце 1940-х джаз был объявлен "буржуазным искусством", Райский был арестован в 1950г по ложному обвинению и сослан на север в лагеря.
Освобождён в 1954 году, реабилитирован. Снова занялся музыкой, играл в оркестре в Прибалтике. Затем вернулся руководителем в свой бывший "шанхайский" джаз-оркестр, который переехал вместе с ним в Минский цирк. С 1957г главный дирижёр оркестра Минского цирка..
В 1961-88 главный дирижёр и художественный руководитель концертно-эстрадного оркестра Белорусского телевидения и радио. Под его руководством сделаны фондовые записи опер «Кастусь Калиновский» Д. Лукаса, «В пущах Полесья» А. Богатырева, «Зорка Венера» Ю. Семеняко, «Седая легенда» Д. Смольского, «Матушка Кураж» С. Кортеса, радиооперы «Багровый рассвет» К. Цесакова, музыки балетов «Альпийская баллада», «Избранница» и «Маленький принц» Я. Глебова, музыкальных комедий «Павлинка» Ю. Семеняко, «Нестерка» Р. Суруса, вокально-симфонических, симфонических и эстрадных произведений и песен белорусских композиторов для Белорусского телевидения и радио, грамзаписи и др. Автор аранжировок для эстрадных и симфонических оркестров.
В 2015 году в Минске прошел джазовый концерт «Шанхай – Минск. Вся жизнь с джазом. Борис Райский – 100 лет» в рамках фестиваля «Минский джаз».